# Stanisław Goliszek

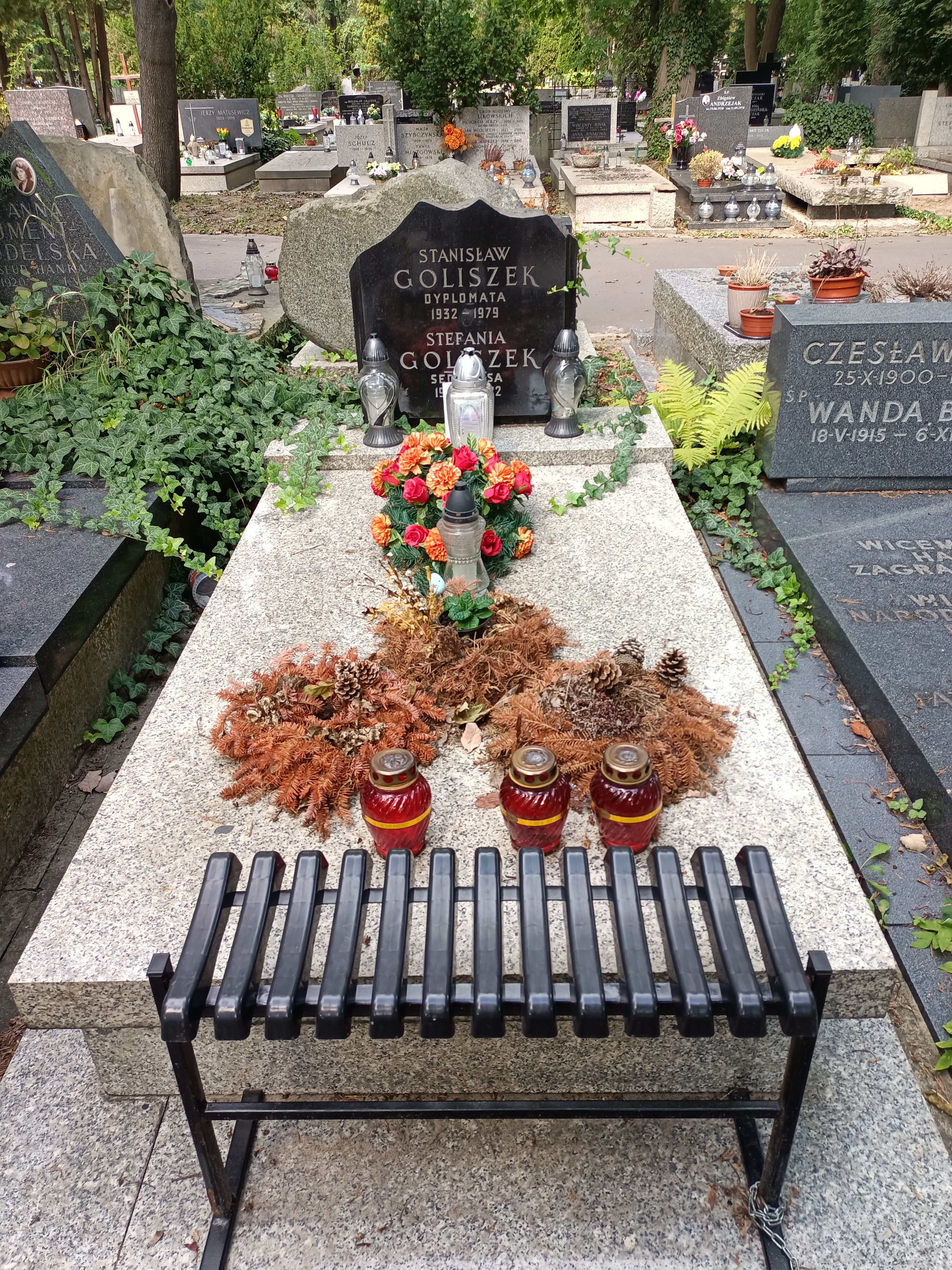
Grób Stanisława Goliszka na cmentarzu Wojskowym na Powązkach

Stanisław Goliszek (ur. 8 marca 1932 w Łaziskach, zm. 2 maja 1979) – polski dyplomata, chargé d’affaires na Cyprze (1974–1978).

## Życiorys
Syn Michała i Franciszki. W 1947 ukończył szkołę podstawową. W latach 1947–1949 pracował jako goniec, woźny i praktykant biurowy w Gminnej Spółdzielni „Samopomoc Chłopska” (GS „SCh”) w Łaziskach. Od 1949 do 1951 główny księgowy w GS „SCh” w Potoku Wielkim i Zemborzycach. Równolegle uczęszczał do Państwowego Zakładu Kształcenia Administracyjno–Handlowego im. A. i J. Vetterów w Lublinie (1950/1951). W 1951 został członkiem Polskiej Zjednoczonej Partii Robotniczej (PZPR). W latach 1951–1953 był słuchaczem Uniwersyteckiego Studium Przygotowawczego przy UMCS w Lublinie oraz przy Wyższej Szkole Ekonomicznej w Katowicach. W latach 1953–1958 studiował na Wydziale Dyplomatyczno–Konsularnym Szkoły Głównej Służby Zagranicznej w Warszawie (SGSZ), które zakończył uzyskaniem dyplomu magistra prawa międzynarodowego. W 1958 rozpoczął pracę na stanowisku urzędnika w Departamencie Zagranicznym Centrali Narodowego Banku Polskiego. W maju 1960 przeszedł do Ministerstwa Spraw Zagranicznych (MSZ). W latach 1961–1962 był kierownikiem działu Ambasady w Hadze. Od 1962 do 1963 starszy inspektor w MSZ. W latach 1963–1964 księgowy w polskiej delegacji do Międzynarodowej Komisji Nadzoru i Kontroli w Sajgonie w Wietnamie Południowym. Następnie starszy radca w MSZ (1964–1968). W latach 1968–1970 był wicekonsulem w Konsulacie Generalnym w Lyonie, a następnie II sekretarzem Ambasady w Paryżu. Od 1970 ekspert–rzeczoznawca w stopniu radcy ministra w MSZ. W latach 1972–1973 słuchacz Podyplomowego Studium Służby Zagranicznej w Wyższej Szkole Nauk Społecznych przy KC PZPR w Warszawie. Od 3 lipca 1973 do 10 kwietnia 1978 kierował Ambasadą w Nikozji w stopniu radcy.
Jako działacz PZPR był II sekretarzem oddziałowej organizacji partyjnej przy Wydziale Dyplomatyczno-Konsularnym SGSZ (1954–1955), I sekretarzem podstawowej organizacji partyjnej przy Ambasadzie w Paryżu (1968–1970), członkiem egzekutywy Komitetu Zakładowego przy MSZ (1971–1972) oraz członkiem egzekutywy oddziałowej organizacji partyjnej przy Wyższej Szkole Nauk Społecznych przy KC PZPR (1972–1973).
Pochowany na Cmentarzu Wojskowym na Powązkach.